# Juan Hurtado Cano
Juan Hurtado Cano (La Celia, 12 de octubre de 1952) es un político y diplomático colombiano, quien fue el autor del Acto Legislativo 02 de 2004 que permitió la Reelección presidencial de Álvaro Uribe Vélez.

## Estudios
Comenzó sus estudios de Derecho en 1973 en la Seccional Pereira de la Universidad Libre (Colombia), allí cursó tres años. Más tarde, en 1977 se trasladó a la Sede Principal, de la misma, para cursar sus restantes dos años; sin embargo, sólo se graduó como abogado el 7 de marzo de 2007.

## Carrera política y diplomática

### Vida política
Fue elegido en dos ocasiones Representante a la Cámara: una, para el período legislativo 1991-1994 y, otra, para el período 2002-2006, en la primera ocasión por Movimiento Apertura Liberal, en la segunda por el Movimiento Conservatismo Independiente.
Así mismo, ha estado en otros cuerpos colegiados: concejal de La Celia en tres ocasiones, la primera para el período 1978-1980; la segunda para el período 1982-1984 y, la tercera, para el período 1988-1990. También fue concejal de Pereira en una ocasión: 1995-1997 y diputado a la Asamblea Departamental de Risaralda entre 1980 y 1982. Todas estas elecciones por el Movimiento Conservatismo Independiente.

### Vida diplomática
Inicia desempeñando el cargo de Secretario de Relaciones Exteriores del Ministerio de Relaciones Exteriores (Colombia) entre 1984 y 1986. En 2007, el presidente Álvaro Uribe lo nombró Embajador de Colombia ante el Estado de Israel, dignidad que ocupó hasta 2009. En 2018, el presidente Iván Duque Márquez lo nombró Embajador ante el Estado de Guatemala.

## Iniciativas legislativas
- "Por el cual se reforman algunos artículos de la Constitución Política de Colombia y se dictan otras disposiciones. (Reelección presidencial)" presentada el 24 de marzo de 2004 y convertida en el Acto Legislativo 02 el 27 de diciembre de 2004.
- "Por medio de la cual se expide el Código de Ética del Congresista. [Código de Ética del Congresista]" presentada el 8 de noviembre de 2005, la cual fue declara inexequible por la Corte Constitucional de Colombia el 15 de mayo de 2008.